# ديفيد كيركباتريك
ديفيد كيركباتريك (بالإنجليزية: David Kirkpatrick) (ولد في 14 يناير 1953،سانت لويس)هو صحفي في التكنولوجيا، كاتب، ومنظم مؤتمرات موجهة للتكنولوجيا. هو صاحب كتاب تأثير الفيسبوك:القصة الداخلية لشركة تربط العالم. نشر عام 2010، يسجل فيه كريكباتريك تاريخ الفيسبوك منذ بدايتها عام 2004 و يوثق تأثيرها العالمي. كان سابقا محررا كبيرا في الإنترنت والتكنولوجيا في مجلة فورتشن، و هو المؤسس والرئيس التنفيذي لشركة تيكونومي ميديا، شركة مؤتمرات مركزة على التكنولوجيا.